# Macduff (Adliger)
Macduff († 22. Juli 1298 bei Falkirk) war ein schottischer Adliger und Militär. Über seine Besitzungen kam es zum Streit um die englische Oberherrschaft über Schottland, der mit zum Krieg zwischen England und Schottland führte.

## Herkunft und Erbe
Macduff entstammte dem schottischen Clan MacDuff. Er war ein jüngerer Sohn von Malcolm, 6. Earl of Fife. Beim Tod seines Vaters 1266 war er noch minderjährig, als sein älterer Bruder Colban, 7. Earl of Fife die Besitzungen ihres Vaters und den Titel Earl of Fife erbte. Macduff erhielt vermutlich die Güter Creich nördlich von Cupar und Rires bei Kilconquhar in Fife als Anteil vom Erbe seines Vaters. Diese Besitzungen verpachtete er dann gegen eine jährliche Zahlung an seinen Bruder und nach dessen Tod 1270 an seinen Neffen Duncan, 8. Earl of Fife.

## Streit um seine Besitzungen

### Konflikt mit Bischof Fraser und König John Balliol
Als Macduffs Neffe 1289 ermordet wurde und nur einen minderjährigen Sohn als Erben hinterließ, übernahm William Fraser, Bischof von St Andrews und einer der Guardians of Scotland die Verwaltung von Fife. Macduff besetzte nun 1290 oder 1291 Rires und Creich, um wieder selbst die Verwaltung zu übernehmen. Der Bischof erkannte seine Ansprüche aber nicht an, worauf Macduff sich im Sommer 1292 an den englischen König Eduard I. wandte. Dieser sollte über die Ansprüche der Anwärter auf den schottischen Thron entscheiden und beanspruchte deshalb während dieses Verfahrens die Oberherrschaft über Schottland. Der König wies nun Bischof Fraser an, die Ansprüche von Macduff von einem Gericht prüfen zu lassen, worauf Macduff wahrscheinlich die beanspruchten Güter zurückerhielt. Im November 1292 wurde John Balliol als neuer König von Schottland eingesetzt. Als König übernahm Balliol selbst die Verwaltung von Fife. Während seines ersten Parlaments im Februar 1293 forderte er Macduff auf, seinen Besitzanspruch für die beiden Güter zu belegen. Da die beiden Güter während der Minderjährigkeit von Duncan, 8. Earl of Fife ab 1270 unter königlicher Verwaltung gestanden hatten, beschuldigte der König Macduff, dass er die Besitzungen widerrechtlich besetzt hielt. Macduff beteuerte, dass er die Güter während dieser Zeit verpachtet hatte, doch das Parlament gab dem König Recht. Balliol ließ die Güter daraufhin besetzen und Macduff sogar zeitweise inhaftieren.

### Ausweitung zum Streit zwischen John Balliol und Eduard I.
Nach seiner Freilassung wandte sich Macduff im März 1293 wieder an den englischen König. Eduard I. beanspruchte inzwischen dauerhaft die Oberherrschaft über Schottland und sah in dem Fall eine Gelegenheit, diesen Anspruch weiter durchzusetzen. Dazu wollte er nicht zulassen, dass der schottische König ein Urteil änderte, dass während der Zeit seiner Oberherrschaft gefällt worden war. Am 25. März 1293 schrieb er an das schottische Parlament, dass es widerrechtlich eine Entscheidung von ihm als Herrscher missachtet hätte. Dazu berief er den schottischen König nach England, wo er sich am 24. Mai vor ihm verantworten sollte. Balliol erschien nicht vor dem englischen König, worauf dieser Anfang Juni Macduff und seine Familie unter seinen Schutz stellte. Ende September 1293 musste Balliol schließlich doch vor dem englischen Parlament erscheinen. Im Streit mit Macduff musste Balliol nachgeben, doch er versuchte die Herausgabe der umstrittenen Güter zu verzögern. Im November 1293 beschwerte sich Macduff, dass Andrew Fraser, ein Bruder des Bischofs von St Andrews, gewaltsam in seinem Haus eingedrungen sei und seinen Besitz geplündert hatte. Der englische König versuchte nun seine Oberhoheit weiter auszubauen und beanspruchte am 20. November 1293 selbst die Verwaltung von Fife. Ein Beauftragter von ihm übernahm Anfang 1294 tatsächlich die Verwaltung von Fife, ohne dass der schottische König dies verhinderte. Dies und andere Streitigkeiten um die Frage der englischen Oberherrschaft verschlechterten das Verhältnis zwischen England und Schottland rapide.

## Rolle Macduffs im Schottischen Unabhängigkeitskrieg
Als es 1296 zum offenen Krieg kam, stand Macduff wahrscheinlich noch auf englischer Seite, während Andrew Fraser als Gegner des englischen Königs verhaftet wurde. Macduff stand aber nicht dauerhaft im englischen Lager. Als Anfang 1297 William Wallace in Südostengland eine Rebellion gegen die englische Herrschaft führte, begann auch Macduff eine Revolte in Fife, die aber nur begrenzten Erfolg hatte. Dann schloss er sich Wallace an. Im August 1297 wurden Macduff und seine beiden Söhne vom Earl of Strathearn gefangen genommen, doch dann wechselte der Earl ebenfalls die Seiten und ließ Macduff wieder frei. In der Schlacht von Falkirk 1298 kämpfte er an der Spitze des Aufgebots von Fife und fiel in der Schlacht.